# Michajłowka (obwód smoleński, rejon smoleński)
Michajłowka (ros. Михайловка) – wieś (ros. деревня, trb. dieriewnia) w zachodniej Rosji, w osiedlu wiejskim Katynskoje rejonu smoleńskiego w obwodzie smoleńskim.

## Geografia
Miejscowość położona jest nad rzeką Wiazowija (dopływ Dniepru), 4 km od stacji kolejowej Woronino, 5,5 km od drogi federalnej R120 (Orzeł – Briańsk – Smoleńsk – Witebsk), 8 km od drogi magistralnej M1 «Białoruś», 6 km od centrum administracyjnego osiedla wiejskiego (Katyń), 28 km od Smoleńska.

## Demografia
W 2010 r. miejscowość zamieszkiwała 1 osoba.